# Nevvare Hanim
Nevvare Hanım (turco ottomano: نوارہ خانم, lett. "giovane benedizione", nata Ayşe Çıhçı, dopo il 1926 Nevvare Leyla Sönmezler; Derbent, 4 maggio 1901 – Derbent, 13 giugno 1992) è stata una consorte del sultano ottomano Mehmed VI.

## Origini
Nevvare Hanım nacque come Ayşe Çıhçı il 4 maggio 1901 a Derbent. Era abcasa, figlia di Mustafa Çıhçı Bey e Hafize Hanım Kap-Ipha.
Poco prima del 1918 venne mandata a Istanbul, da sua zia paterna Müveddet, consorte di Şehzade Mehmed Vahdeddinin (il futuro sultano ottomano Mehmed VI). Qui cambiò nome in Nevvare e divenne amica intima di Leyla Açba.
Venne descritta come alta e bella, con occhi verdi e lunghi capelli neri, gentile ma molto orgogliosa.

## Consorte Imperiale
Come dama di Müveddet, venne notata dallo stesso Mehmed, che, malgrado Müveddet si sia opposta in ogni modo, la sposò il 20 giugno 1918 a Palazzo Dolmabahçe.
Due settimane dopo, Mehmed salì al trono come Mehmed VI. Come sua terza consorte, Nevvare avrebbe dovuto essere nominata Terza Consorte Imperiale Nevvare Kadın, tuttavia, ricevette solo il rango inferiore di BaşIkbal, con titolo di Nevvare Hanım. Probabilmente non ricevette il titolo di Kadın per non offendere ulteriormente Müveddet. Ricevette in dono una villa vicina a palazzo Yıldız. Non ebbe figli.
Nel 1922 Mehmed VI fu deposto e esiliato. Nevvare, come le altre consorti, venne imprigionata a Palazzo Feriye, ma riuscì a uscirne in segreto qualche tempo dopo, fuggendo travestita da Kalfa (serva). Il 6 marzo 1924 tornò dalla sua famiglia a Derbent, che giustificò la ragazza coi suoi carcerieri dicendo che Nevvare era malata. Al fine di non essere sottoposta all'esilio per la dinastia ottomana stabilito nel 1924, scrisse a Mehmed chiedendo il divorzio, che le fu concesso per lettera il 20 maggio.

## Secondo matrimonio
Nel 1926 si risposò con un commerciante, Mevlüd Bey Sönmezler, e cambiò nome in Nevvare Leyla Sönmezler, in onore della sua vecchia amica Leyla. Si stabilirono prima a Ferenyolu, poi a Derbent. Rimase vedova nel 1940 e si trasferì a Şişli.

## Morte
Negli anni '70, acquistò una casa a Derbent, dove morì il 13 giugno 1992. Venne sepolta nel cimitero cittadino.